# Malaiische Halbinsel
Die Malaiische Halbinsel (auch Malaien-Halbinsel) ist eine lange schmale Fortsetzung des Festlandes von Südostasien bzw. das südliche Ende der Hinterindischen Halbinsel, die zu Malaysia gehört. Der Südteil der Malaiischen Halbinsel wird Malakka-Halbinsel (oder Malacca-Halbinsel) genannt.

## Geographie
Die Malaiische Halbinsel liegt zwischen dem Golf von Thailand im Nordosten, dem Südchinesischen Meer im Osten, der Straße von Singapur und Straße von Johor im Süden, der Straße von Malakka im Südwesten und der Andamanensee im Westen; damit trennt sie die nordöstlichen Bereiche des Indik von den westlichen des Pazifik.
Auf der Halbinsel liegen Teile der Staatsgebiete von Myanmar, Thailand und Malaysia (von Norden nach Süden betrachtet).
Im Norden geht die Malaiische Halbinsel etwa am 13. nördlichen Breitengrad in den eigentlichen asiatischen Kontinent und den Hauptbereich von Hinterindien über, an den auch die östlich benachbarte Indochinesische Halbinsel angrenzt. Ihre nördliche Abgrenzung entspricht etwa der gedachten, geraden Linie von Tavoy (etwa 14° nördlicher Breite) in Myanmar nach Bangkok (13,73° N) in Thailand. Im Süden reicht sie bis etwa 1° nördlicher Breite an der Straße von Johor bei der malaysischen Stadt Johor Bahru, die fast am Äquator liegt; der Südteil der Halbinsel heißt Malakka- oder Malacca-Halbinsel.
Die Länge der so genannten Mittellinie der gesamten Malaiischen Halbinsel von Tavoy bis Johor Baharu beträgt 1555 km. Die engste Stelle bildet der Isthmus von Kra in Thailand mit 44 km Breite.
Südwestlich der Straße von Malakka liegt die indonesische Insel Sumatra, die wie das weiter östlich liegende Borneo zu den Großen Sunda-Inseln gehört. Südlich der Straße von Johor liegt der Insel- und Stadtstaat Singapur, südlich der Straße von Singapur die indonesischen Riau-Inseln.

## Landschaftsbild
Die Erdoberfläche der Malaiischen Halbinsel ist vielgestaltig. Bergregionen wechseln sich mit Tiefebenen, Seen und Stränden sowie den für äquatornahe Gebiete typischen Regenwaldflächen ab.

### Bergwelt
Auf der Halbinsel verläuft die südliche Fortsetzung der hinterindischen Zentralkette, zu der auch die Perakkette gehört. In diesem Gebirge, das im Süden der Halbinsel liegt, liegt deren höchste Erhebung, der 2187 m hohe Gunung Tahan und in einer etwas weiter westlich liegenden Bergkette der 2184 m hohe Gunung Korbu (Malaysia). Im äußersten Süden der Malakka-Halbinsel liegt der 1010 m aufragende Gunung Belumut (Malaysia). Der Mittelteil ist insbesondere südlich des Isthmus von Kra deutlich flacher gegliedert. Trotzdem erhebt sich aus diesem Tiefland der 1786 m hohe Khao Luang (Thailand). Im Norden ragt der Recho Taung (Myanmar/Thailand) 1330 m hoch auf.

### Regenwald und Gewässer
Die Westküste der Halbinsel ist wirtschaftlich weiter entwickelt als deren Ostküste. Im Binnenland findet man noch Reste des Regenwaldes. Im Taman Negara, dem Nationalpark im Norden des malaysischen Teils der Halbinsel, gibt es noch Urwald. Südlich davon liegt schwer zugänglich der Chini-See (tasek Chini), ein sagenumwobener Sumpfsee, in dem eine alte Stadt versunken sein soll. Im Mittelteil der Halbinsel liegt der Songkhla-See (Thai: ทะเลสาบสงขลา), eine fischreiche Lagune unweit der Ostküste. Der Linggiu-Stausee wurde 1994 fertiggestellt.
Malaysia hat 189 Flüsse, davon 89 auf der Halbinsel und 100 auf Borneo (dort 78 in Sabah und 22 in Sarawak). Der längste Fluss auf der Halbinsel ist mit 459 km der Sungai Pahang, gefolgt vom Sungai Muar (Malayalam sungai, „Fluss“).

## Geschichte

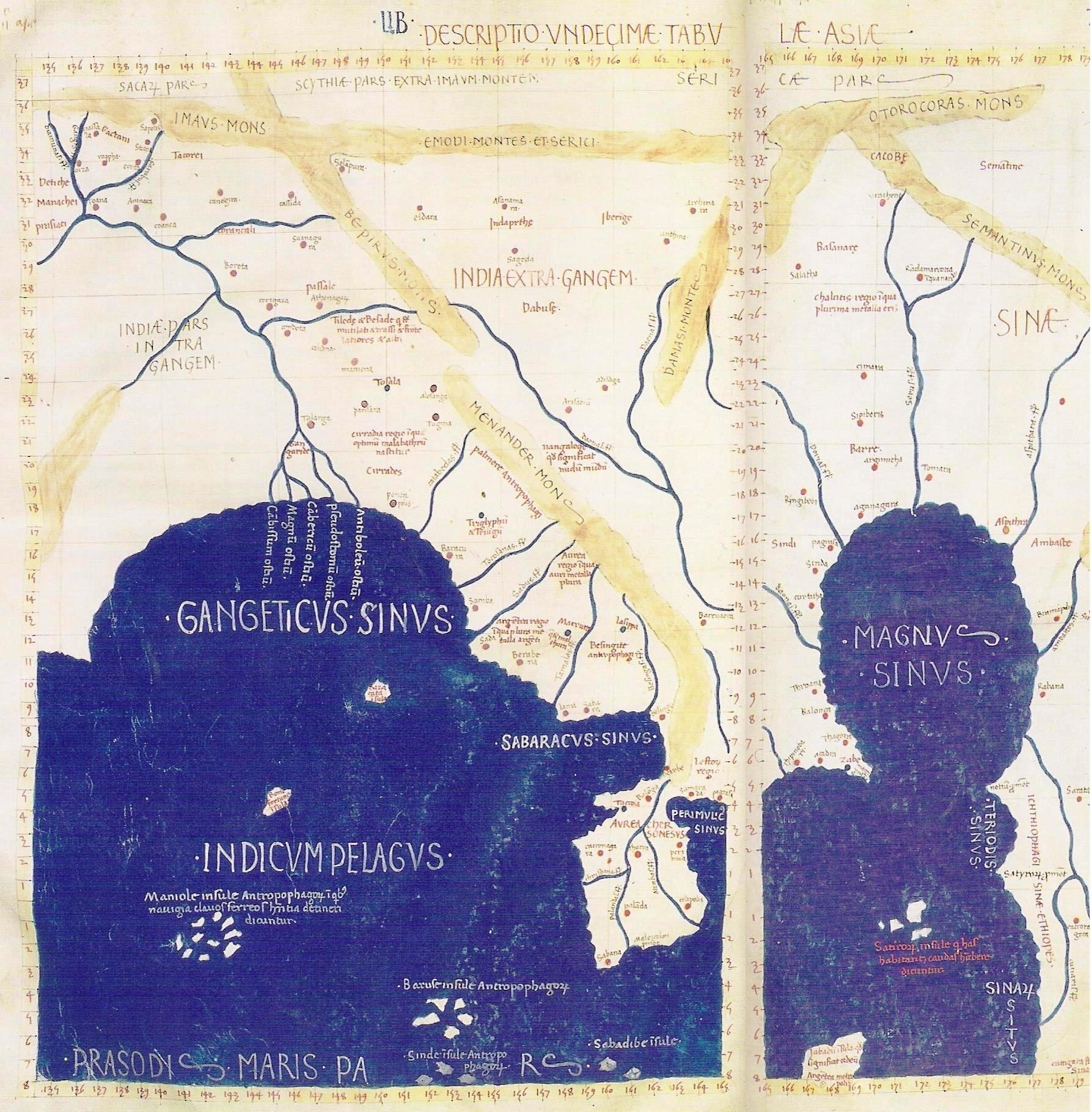
Karte von Südostasien (Ausschnitt), Manuskript aus dem 15. Jahrhundert. Der Name Aurea chersonesus für die Malaiische Halbinsel (unten, neben der Skala) bedeutet „Goldene Halbinsel“ und geht auf Ptolemäus zurück.

Schon dem griechischen Geographen Ptolemäus (1. Jahrhundert n. Chr.) war die Malaiische Halbinsel bekannt. In seinem Weltatlas Geographike Hyphegesis nannte er sie Goldene Halbinsel (griechisch Χρυσή χερσόνησος Chrysḗ chersónēsos). Spätere Kartographen übernahmen diese Bezeichnung in der lateinischen Übersetzung Aurea chersonesus oder Chersonesus aurea.
Am Chini-See leben noch die Orang Asli, die Urbevölkerung der Malaiischen Halbinsel. Von 1293 bis zum Ende des 15. Jahrhunderts bestand mit Majapahit das letzte große hinduistische Reich im Malaiischen Archipel, das zur Zeit seiner größten Ausdehnung auch weitere Teile der Malaiischen Halbinsel umfasste.
Im Zuge der Kolonisation war die Halbinsel lange zwischen den rivalisierenden europäischen Mächten Portugal, England und Niederlande umkämpft, da die Straße von Malakka eine wichtige Passage auf der Gewürzroute und das Tor zum China-Handel bildete. Das im 15. Jahrhundert gegründete Malakka wurde 1511 portugiesisch, 1641 niederländisch und 1824 britisch.
Im Zweiten Weltkrieg eroberte die japanische Armee die Halbinsel. Nach Kriegsende erhielt Singapur den Status einer Kronkolonie mit Selbstverwaltung. In den anderen Teilgebieten fand ein Guerillakampf gegen die Briten statt.
Am 31. August 1957 wurde der Malaiische Bund von Großbritannien unabhängig und vereinigte sich schließlich 1963 mit Singapur, Sarawak und Sabah zur Föderation Malaysia, wobei Singapur später wieder austrat.

## Klima

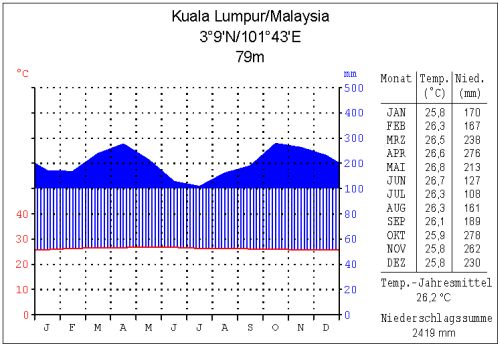
Klimadiagramm Kuala Lumpur

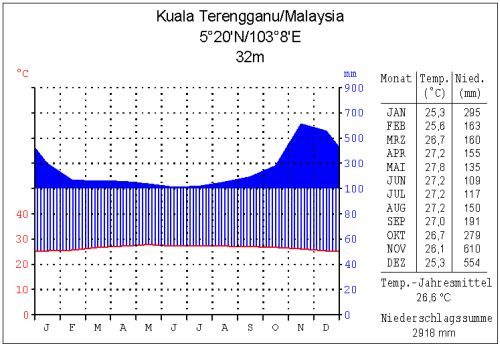
Klimadiagramm Kuala Terengganu

Die Halbinsel ist geprägt durch drei Zonen, die Westküste, das Binnenland und die Ostküste. Diese drei Zonen weisen Unterschiede hinsichtlich der Niederschlagsverhältnisse auf.

## Meere
An die Malaiische Halbinsel grenzen die folgenden Gewässer
- Indischer Ozean
  - Andamanensee
- Pazifischer Ozean
  - Australasiatisches Mittelmeer
    - Südchinesisches Meer
      - Golf von Thailand
      - Straße von Johor (an der Malakka-Halbinsel)

## Inselwelt
Vor der Malaiischen Halbinsel liegen u. a. folgende Inseln und Inselgruppen.

### Indik mit Nebenmeeren
- Andamanen und Nikobaren
  - Andamanen
  - Nikobaren
- Ko Lanta, Provinz Krabi
- Ko Libong, Amphoe Kantang, Provinz Trang
- Ko Li Pe (auch: Koh Li Pe oder Ko Lipe), Teil des Tarutao-Nationalparks (Thai: อุทยานแห่งชาติตะรุเตา), Provinz Satun
- Ko Muk, Teil des Nationalparks Hat Chao Mai (Thai: อุทยานแห่งชาติหาดเจ้าไหม – Strand des Herrn der Seide), Provinz Trang
- Ko Phayam, Teil des Nationalparks Mu Ko Phayam (Thai: อุทยานแห่งชาติหมู่เกาะพยาม – Phayam-Archipel)
- Ko Sukhon, Amphoe Palian, Provinz Trang
- Ko Yao Archipel, bestehend aus Ko Yao Yai und Ko Yao Noi, Provinz Phang-nga
- Langkawi
- Mergui-Archipel
- Similan-Inseln (früher Seyer-Inseln)
- Phuket
- Penang
- Sumatra

### Pazifik mit Nebenmeeren
- Borneo
- Riau-Inseln, darunter:
  - Anambas-Inseln
  - Batam
  - Bintan
  - Karimun
  - Lingga-Inseln
  - Natuna-Inseln
- Samui-Archipel, darunter:
  - Nang Yuan
  - Ko Pha-ngan
  - Ko Samui
  - Koh Tao
- Sumatra
- Tioman

## Politische Gliederung

### Staaten
Auf der Malaiischen Halbinsel liegen Teilbereiche folgender Staaten:
- Malaysia – Westteil des Staats
- Myanmar – äußerster Südteil des Staats
- Thailand – Südteil des Staats

### Anrainerstaaten
Anrainerstaaten der Malaiischen Halbinsel sind:
- Indonesien – im Süden, jenseits der Malakkastraße
- Singapur – im Süden, jenseits der Straße von Johor